# Naraplje
Naraplje este o localitate din comuna Majšperk, Slovenia, cu o populație de 88 de locuitori.